# Hi, It's Me
Hi It's Me è il terzo EP della rapper statunitense Ashnikko, pubblicato il 12 luglio 2019 dalle etichette discografiche Digital Picnic e Warner Music.

## Descrizione
L'EP contenente 5 tracce ha avuto un notevole successo grazie al singolo Stupid, prodotto in collaborazione con la rapper Young Baby Tate. Difatti tale singolo è salito in vetta alle classifiche dopo essere divenuto virale sulla piattaforma social TikTok. Anche celebrità come Miley Cyrus hanno condiviso un breve video sull'applicazione contribuendo a rendere il brano un successo.

## Tracce
Testi di Ashton Casey, Chris Lewis, Matthew Jones, Nick Schneider, Oscar Scheller, Tate Farris, Jason Julian Martin, Kakaire-Gidudu.
1. Hi It's Me – 3:14
2. Special – 2:44
3. Stupid – 2:47
4. Working Bitch – 2:57
5. Manners – 3:08